# Bergmeyer
Bergmeyer ist ein deutscher Familienname.

## Herkunft und Bedeutung
Bergmeyer ist eine Variante des Familiennamens Meier.

## Varianten
- Bergmaier, Bergmair, Bergmeier

## Namensträger
- Bernhard Bergmeyer (1897–1987), deutscher Politiker (CDU), MdB